# Levélpirosító ribiszke-levéltetű
A levélpirosító ribiszke-levéltetű (Cryptomyzus ribis), a rovarok (Insecta) osztályába, ezen belül a félfedelesszárnyúak (Hemiptera) rendjének valódi levéltetűfélék (Aphididae) családjába tartozó faj.
Mezőgazdasági kártevő, elsősorban a ribiszkét támadja, nyári tápnövényei egyes ajakos virágú növények.

## Megjelenése
A szárnyatlan nőstények teste 1,9 mm hosszú, színezete citromsárga, testét gombos végű serték borítják.
A szárnyas nőstények hossza 2,1 mm; testük szintén sárga, feketén foltozott.

## Életmódja
Elsődleges tápnövénye a fekete-, vörös- és fehér ribiszke, melyről május vége felé nyári tápnövényeikre vándorolnak át, az erdei- és mocsári tisztesfűre, valamint a bársonyos- és foltos árvacsalánra.
Tömeges elszaporodásnak a nedves, párás, meleg tavaszi időjárás kedvez.

### Nemzedékváltása
Az ősanyák március végén, már a rügyfakadás környékén megjelennek.  A levelek fonákján szívogat, néhány lárva szülése után újabb levelekre vándorol, újabb telepeket létrehozva.
A kártételük nyomán torzult levelek fonákján, a megnyúlt levélszőrök védelmében szívogatnak a lárvákból fejlődő szárnyatlan nőstények.
A szárnyas nőstények az ősanyákat követő második nemzedékben jelennek meg először, a harmadik, negyedik nemzedékben arányuk tovább nő.
A szárnyas nőstények május végétől nyári tápnövényeikre vándorolnak. Telepeiket a levelek fonákján és hajtásvégeken alakítják ki.
A ribiszkén maradó szárnyatlan nőstényekből álló telepek június végére elnéptelenednek, részben a csökkenő utódszám, részben a természetes ellenségeknek köszönhetően.
Ősszel, a nyári tápnövényeken fejlődött szárnyas nőstények visszarepülnek a ribiszkére, ahol szárnyatlan ivaros nőstényeket hoznak létre.
Ezeket, a nyári tápnövényekről érkező hímek októberben megtermékenyítik.
Ezután a nőstények megkezdik áttelelő petéik lerakását a ribiszke ágainak tövén, a kéregrepedésekbe. A peterakás kedvező időjárás esetén november elejéig is tarthat.

## Kártétele
Jellegzetes, messziről szembetűnő kárkép jellemző rá. Szívogatása nyomán már a fiatal leveleken is sima felületű szabálytalan alakú kidudorodások jelentkeznek, melyek színe általában piros, de árnyékos helyen sárgák maradnak a hólyagok.
A kártétel következtében a torzult levelek még a tenyészidőszak vége előtt elszáradnak és lehullanak.
Másodlagos kórokozóként megjelenik  a levéltetvek által ürített mézharmaton a korompenész, ami további károkat okoz.

### Védekezés
Fontos a nyugalmi időszakban végzett lemosó permetezés az áttelelő tojások ritkítása érdekében.

A rovarölő szeres védekezést korán, közvetlenül a rügyfakadás után meg kell kezdeni, hogy a levelek károsodását elkerüljük.